# Routhierita
La routhierita es un mineral de la clase de los minerales sulfuros. Fue descubierta en 1974 cerca de Pelvoux en el departamento de los Altos Alpes, en la región de Provenza-Alpes-Costa Azul (Francia], siendo nombrada así en honor de Pierre Routhier, profesor de geología económica francés. Un sinónimo es su clave: IMA1973-030.

## Características químicas
Es un sulfuro de talio, cobre, plata, mercurio y cinc, con aniones adicionales arseniuro y antimoniuro. Isoestructural con el mineral stalderita (TlCu(Zn,Fe,Hg)2As2S6) rica en cinc, es su equivalente rico en mercurio.

## Formación y yacimientos
Aparece en yacimientos hidrotermales ricos en talio alojados en sedimentos dolomía de un complejo epitérmico.
Suele encontrarse asociado a otros minerales como: rejalgar, estibina, pierrotita, esfalerita, pirita, smithita, cinabrio, parapierrotita, molibdenita o tetraedrita-tennantita.